# Piłka nożna w Polsce (2015/2016)
| Mistrzostwa Polski                                                                           | Mistrzostwa Polski                           |
| -------------------------------------------------------------------------------------------- | -------------------------------------------- |
| 1 miejsce - Mistrz Polski                                                                    | Legia Warszawa                               |
| 2 miejsce - Wicemistrz Polski                                                                | Piast Gliwice                                |
| 3 miejsce                                                                                    | Zagłębie Lubin                               |
| Król strzelców ekstraklasy                                                                   | 28 - Nemanja Nikolić (Legia Warszawa)        |
| Klub 100 - Klub 300 - Tabela wszech czasów Ekstraklasy w piłce nożnej                        |                                              |
| Europejskie Puchary                                                                          |                                              |
| Liga Mistrzów UEFA (2015/2016)                                                               | Lech Poznań (mistrz 2014/2015)               |
| Liga Europy UEFA (2015/2016)                                                                 | Legia Warszawa (2 miejsce, puchar 2014/2015) |
| Liga Europy UEFA (2015/2016)                                                                 | Jagiellonia Białystok (3 miejsce 2014/2015)  |
| Liga Europy UEFA (2015/2016)                                                                 | Śląsk Wrocław (4 miejsce 2014/2015)          |
| UEFA - Współczynnik UEFA - Statystyki występów polskich klubów w europejskich pucharach UEFA |                                              |
| Puchar Polski / Superpuchar Polski                                                           |                                              |
| Puchar Polski w piłce nożnej (2015/2016)                                                     |                                              |
| 1 miejsce - Zdobywca                                                                         | Legia Warszawa                               |
| 2 miejsce - Finalista                                                                        | Lech Poznań                                  |
| Superpuchar Polski 2016                                                                      | Lech Poznań                                  |

| Poziomy rozgrywkowe w sezonie 2015/2016 | Poziomy rozgrywkowe w sezonie 2015/2016 | Poziomy rozgrywkowe w sezonie 2015/2016                                                      | Poziomy rozgrywkowe w sezonie 2015/2016                                                      |
| --- | --------------------------------------- | -------------------------------------------------------------------------------------------- | -------------------------------------------------------------------------------------------- |
| Centralne | I                                       | Ekstraklasa w piłce nożnej (2015/2016)                                                       | Górnik Zabrze, Podbeskidzie Bielsko-Biała                                                    |
| Centralne | II                                      | I liga polska w piłce nożnej (2015/2016)                                                     | Arka Gdynia, Wisła Płock · Zawisza Bydgoszcz, GKS Bełchatów, Rozwój Katowice, Dolcan Ząbki   |
| Centralne | III                                     | II liga polska w piłce nożnej (2015/2016)                                                    | Stal Mielec, Znicz Pruszków, GKS Tychy, Wisła Puławy · Nadwiślan Góra, Okocimski KS Brzesko, |
| Makroregionalne | IV                                      | III liga polska w piłce nożnej (2015/2016) · 8 grup: I - II - III - IV - V - VI - VII - VIII | po barażach: Polonia Warszawa, Odra Opole, Warta Poznań, Olimpia Elbląg                      |
| Okręgowe (16 okręgów) | V                                       | IV liga polska w piłce nożnej (2015/2016) · 20 Grup                                          |                                                                                              |
| Okręgowe (16 okręgów) | VI                                      | Klasa Okręgowa                                                                               |                                                                                              |
| Okręgowe (16 okręgów) | VII                                     | Klasa A                                                                                      |                                                                                              |
| Okręgowe (16 okręgów) | VIII                                    | Klasa B                                                                                      |                                                                                              |
| Okręgowe (16 okręgów) | IX                                      | Klasa C                                                                                      |                                                                                              |
| System ligowy piłki nożnej w Polsce - Tabela wszech czasów polskiej I ligi piłkarskiej - Tabela wszech czasów polskiej II ligi piłkarskiej |                                         |                                                                                              |                                                                                              |
| IV Liga grupy: dolnośląska - kujawsko-pomorska - lubelska - lubuska - łódzka - małopolska - mazowiecka - opolska - podkarpacka - podlaska - pomorska - śląska I - śląska II - świętokrzyska - warmińsko-mazurska - wielkopolska - zachodniopomorska                               |                                         |                                                                                              |                                                                                              |
| Okręgowe rozgrywki - 16 województw (OZPN): dolnośląskie - kujawsko-pomorskie - lubelskie - lubuskie - łódzkie - małopolskie - mazowieckie - opolskie - podkarpackie - podlaskie - pomorskie - śląskie - świętokrzyskie - warmińsko-mazurskie - wielkopolskie - zachodniopomorskie |                                         |                                                                                              |                                                                                              |

| Rozgrywki młodzieżowe / Mistrzostwa Polski juniorów w piłce nożnej | Rozgrywki młodzieżowe / Mistrzostwa Polski juniorów w piłce nożnej                                                   | Rozgrywki młodzieżowe / Mistrzostwa Polski juniorów w piłce nożnej |
| ------------------------------------------------------------------ | --- | ------------------------------------------------------------------ |
| Centralna Liga Juniorów w piłce nożnej                             | Centralna Liga Juniorów w piłce nożnej (2015/2016) Legia Warszawa Pogoń Szczecin Lech Poznań i Jagiellonia Białystok |                                                                    |
| Centralna Liga Juniorów w piłce nożnej                             | Centralna Liga Juniorów w piłce nożnej U-17 (2015/2016) Lech Poznań Progres Kraków UKS SMS Łódź i Zagłębie Lubin     |                                                                    |
| Piłka nożna kobiet w Polsce                                        | |                                                                    |
| Ekstraliga polska w piłce nożnej kobiet                            | Ekstraliga polska w piłce nożnej kobiet (2015/2016) · Medyk Konin · Górnik Łęczna · TS Mitech Żywiec                 |                                                                    |

Inne:

- Ekstraklasa w futsalu

## Źródła
- Portal - 90.minut.pl
- PZPN - pzpn.pl